# أوليغ بيشكوف
أوليغ أناتوليفيتش بيشكوف (الروسية: Оле́г Анато́льевич Пе́шков) (بالروسية: Олег Анатольевич Пешков، ولد في 3 أغسطس 1970 في كوسيخا، ألطاي كراي، في الجمهورية الروسية السوفيتية الاتحادية الاشتراكية - وتوفي في 24 نوفمبر 2015 في جبل التركمان، سوريا) كان طيارًا حربيًا روسيًا، برتبة مقدم، حاز وسام بطل الاتحاد الروسي (بعد وفاته).
في 24 نوفمبر، وبعد إصابة طائرته سو-24 من قبل طائرتين إف-16 تركيتان على الحدود السورية التركية، بدعوى خرق الطائرة للأجواء التركية، هبط أوليغ بشيكوف ومساعده قنسطنطين موراختين بالمظلة وقد قُتل أوليغ أثناء هبوطه.
في 29 نوفمبر، هبطت في أنقرة طائرة تركية تحمل جثة أوليغ بيشكوف، وأقيمت له طقوس دينية مناسبة على المذهب المسيحي الأرثوذكسي، حسبما أفاد رئيس الوزراء أحمد داوود أوغلو. ووصل جثمانه من أنقرة إلى مطار تشكالوفسكي في مساء يوم 30 نوفمبر، وكان في استقباله وزير الدفاع سيرغي شويغو وقائد القوات الجوية الفضائية فيكتور بولديريف. وتسلمت أرملته من قائد القوات الجوية الفضائية وسام بطل الاتحاد الروسي.